# Biserica de lemn din Albac

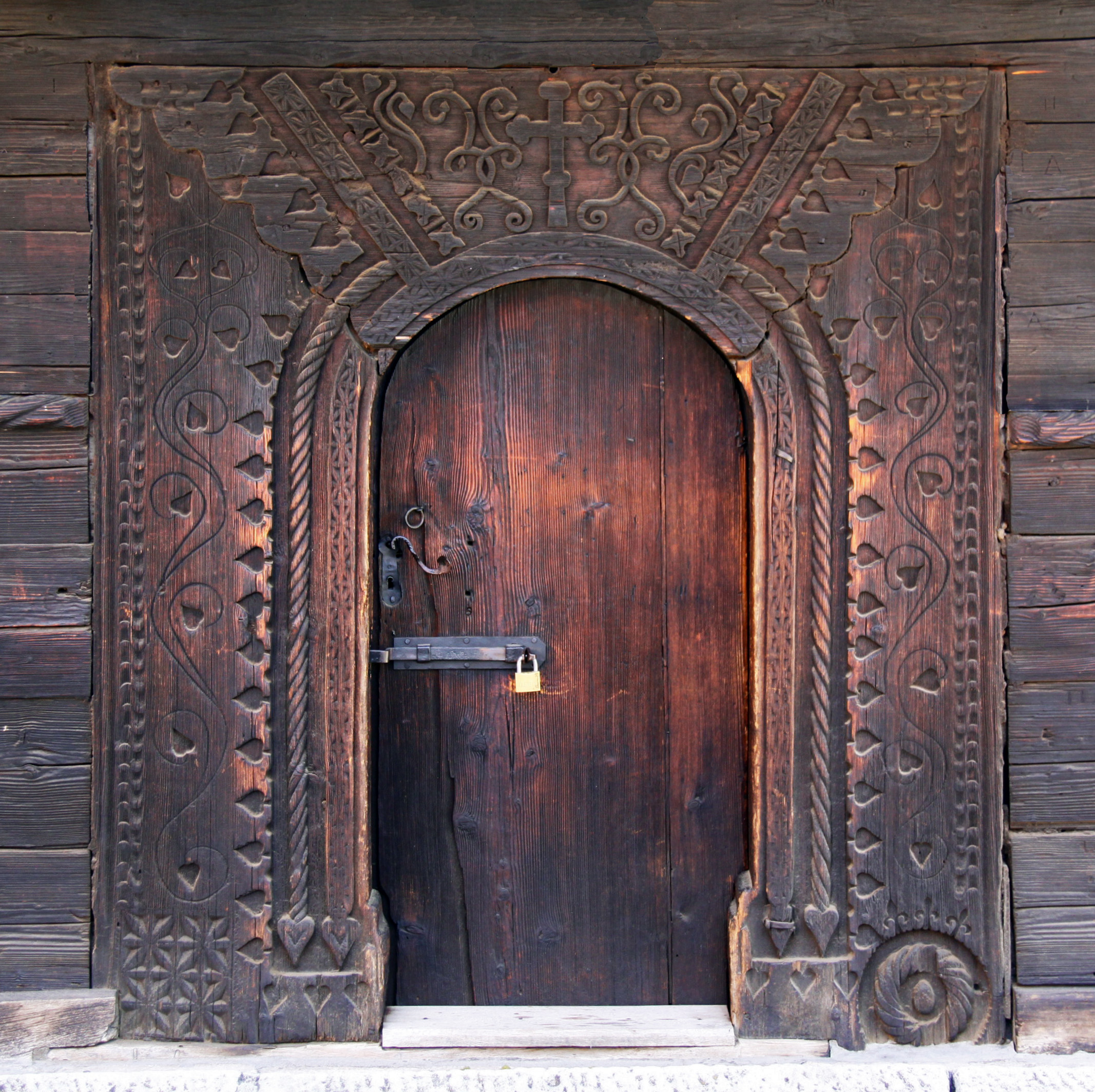
Portalul intrării. Foto: 2009

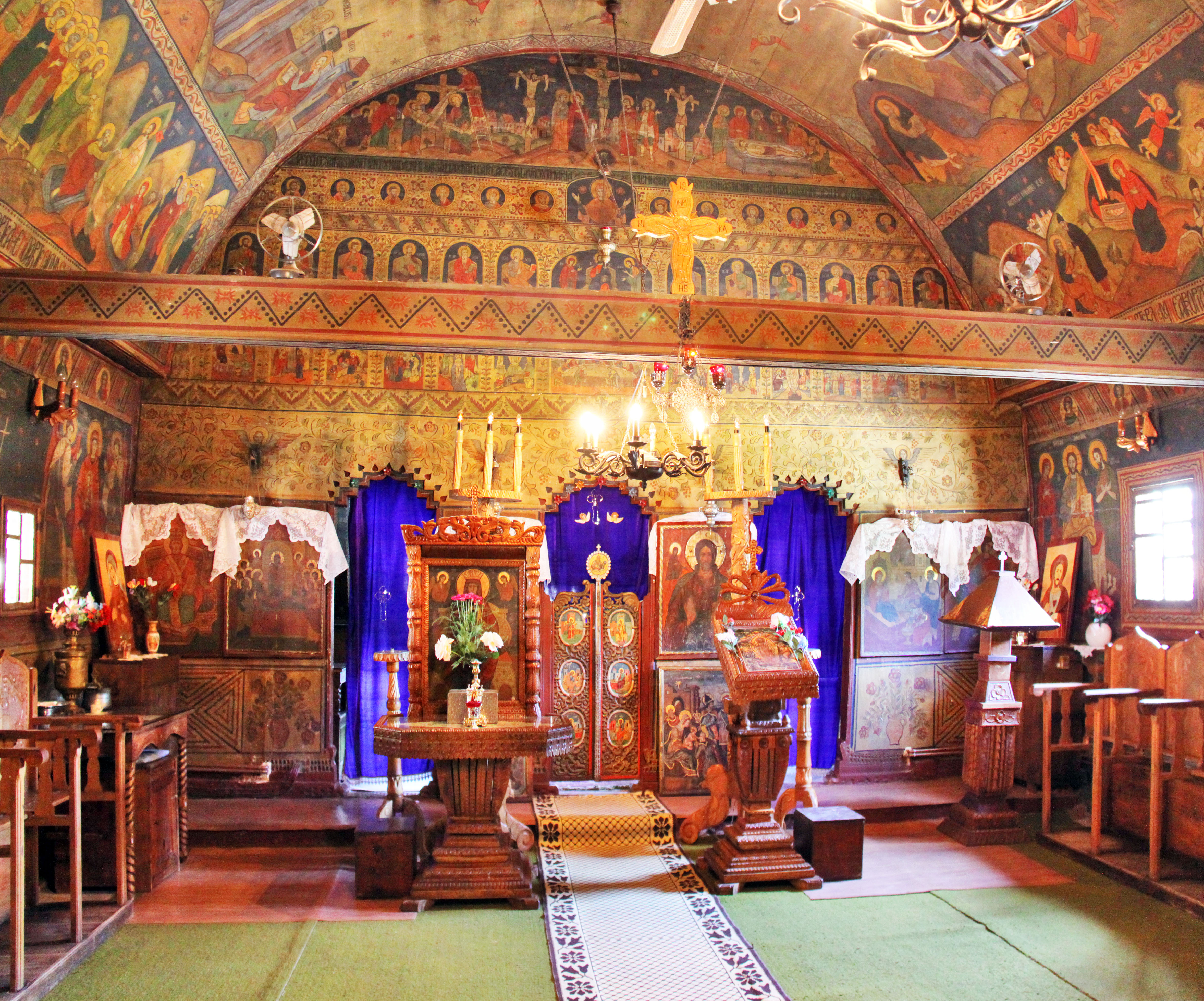
Interiorul naosului spre iconostas. Foto: 2009

Biserica de lemn din Albac se află la Băile Olănești în județul Vâlcea și datează din anul 1752. Biserica a fost ridicată în satul natal al lui Horea, erou al iobagilor din Ardeal. Biserica de lemn din Albac a fost prima biserică de lemn ardelenească salvată ca monument istoric în România. Ea a fost adusă în anul 1907 din Albac, atunci în fostul imperiu Austro-Ungar, și salvată la conacul familiei Brătianu din Florica, în Regatul României. Biserica are o valoare cultural istorică de unicat în patrimoniul românesc prin semnificația istorică, destinul său aparte și prin calitățile formale și tehnice ce o disting drept una dintre cele mai prețioase creații în lemn din Transilvania.

## Istoric
Momentul ridicării bisericii de lemn din Albac a fost însemnat în stâlpii laterali ușilor de la iconostas: „Această besearică s-au început la anii Domnului 1752, meseța maiu 25 de zile”.
Pisania bisericii după mutarea și montarea ei la Florica, în 1908: „Această sfântă biserică, cu hramul sfinților Arhangheli, au fost durată prin smerenia și cu arginții credincioșilor țărani români, în satul Albac din Munții Apuseni, la anul de la Hristos 1746. Ci in curgerea anilor, înmulțindu-se norodul, s'au zidit biserica mai mândră în locul acestei sfioase bisericuțe de lemn, care, așa, ajunse în prag de pieire. Și. aflând-o spre pieire Ion I. C. Brătianu în anul 1907, când străbătând drumurile Ardealului ajunse în Albacul lui Horia, nu s'au îndurat de dânsa, ci au adus-o lemn cu lemn de au înălțat-o aici, pe dealul Floricăi. Și au vrut Ion I. C. Brătianu sä fie târnosită această biserică în care s'au rugat odată Horia pentru norodul său și să fie închinată celor care fără de număr și fără de nume s'au jertfit pre ei întru slava și mărirea norodului român. Și, de preste moarte, împlinindu-se gândul lui Ion I. C. Brătianu, s'au târnosit această sfântă biserică acum, în anul dela Hristos 1941, luna Mai, ziua cea de-a patra.”

## În literatură
| Bisericuța din Albac „Bisericuța din Albac Tu ești al vremurilor semn Tot bietul nostru plâns sărac E-nchis în trupul tău de lemn. Din ce-am cerut, din ce-am gândit, Atâtea rugăciuni cuprinzi Și-atâta vis neizbândit Sub vechiul tău tavan de grinzi. Tu știi cum ne-am trudit stingher De-a pururi fără crezământ La Dumnezeu, acolo-n cer, Și la-mpăratul pe pământ... De-aceea, ostenit-acum, De zile rele câte-au fost, Bătrână, te-ai pornit la drum, Să-ți deie frații adăpost. Rămâi aici... fă-ți un popas Fii sfetnic bun, din veac în veac, Și spune-acasă ce-a rămas, Bisericuța din Albac!” 1908, Octavian Goga | Biserica lui Horea „Mai stai visând la munții, ce șoimi și aur poartă? Pe vale Arieșul șoptind îl mai auzi? Pribeagă lângă Argeș, vădană printre duzi, Biserică pustie și fără brazi la poartă. Cioplită din puterea molidului și din Credința strămoșească legată-n bârnă dură, Ce meșter, vechi, de țară, cu greaua lui săcură, și-a hotărât altarul lui Horea destin. În jurul tău cresc duzii cu fragedă verdeață Și iarbă crudă rândunelele de umbră Tu îți pierzi De-asupra lor, în frunze, clopot- niță-ndrăzneață. Pe moții tăi zadarnic îi mai aș- tepți, și nici Un preot nu-ți cântă, bătrân, din psaltichie... Dar azi, cu primăvara, cerească și pustie, Slujești botez la granguri și nuntă la furnici.” 1934, Ion Pillat |

## Imagini din exterior

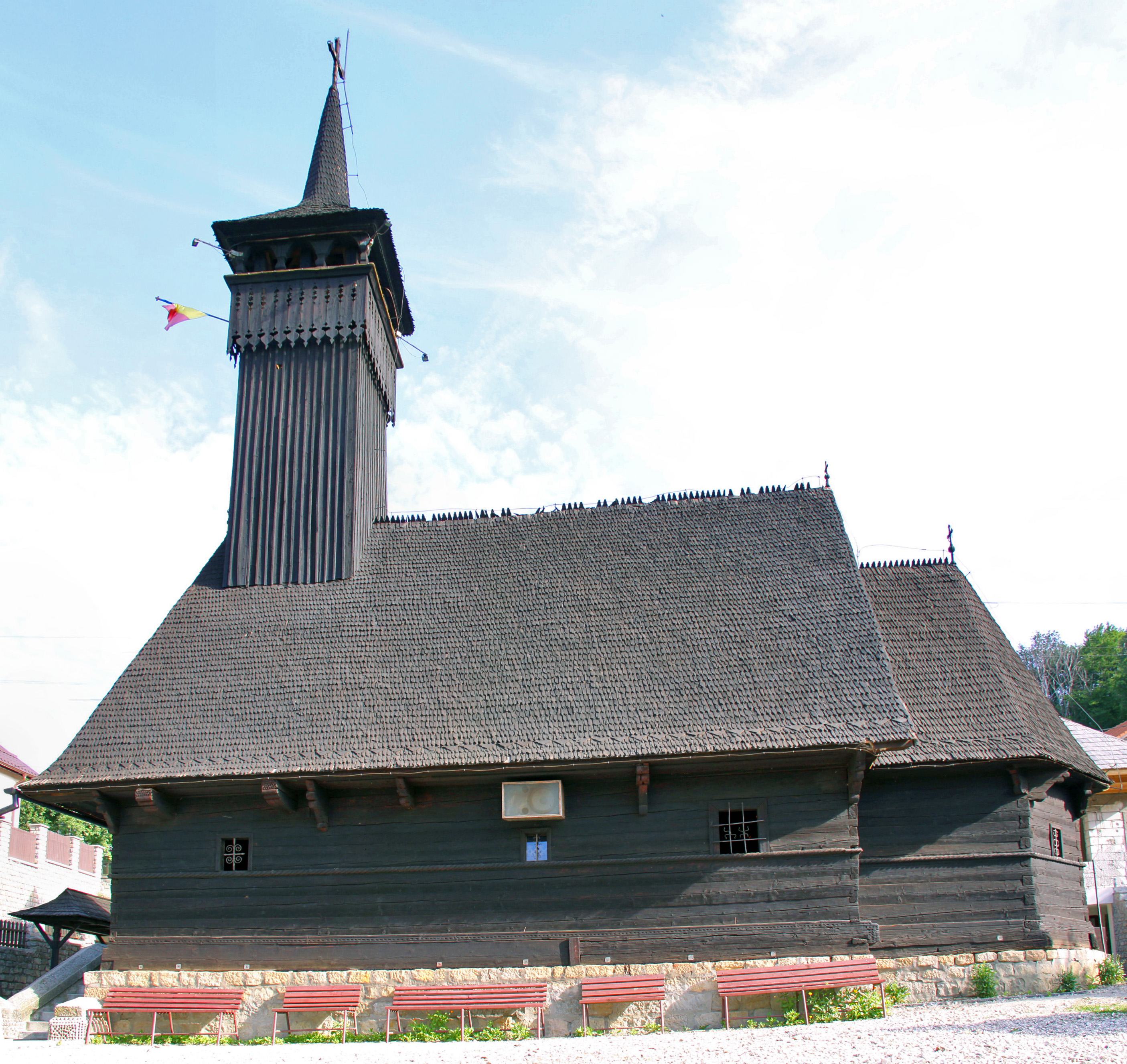
latura de miazăzi
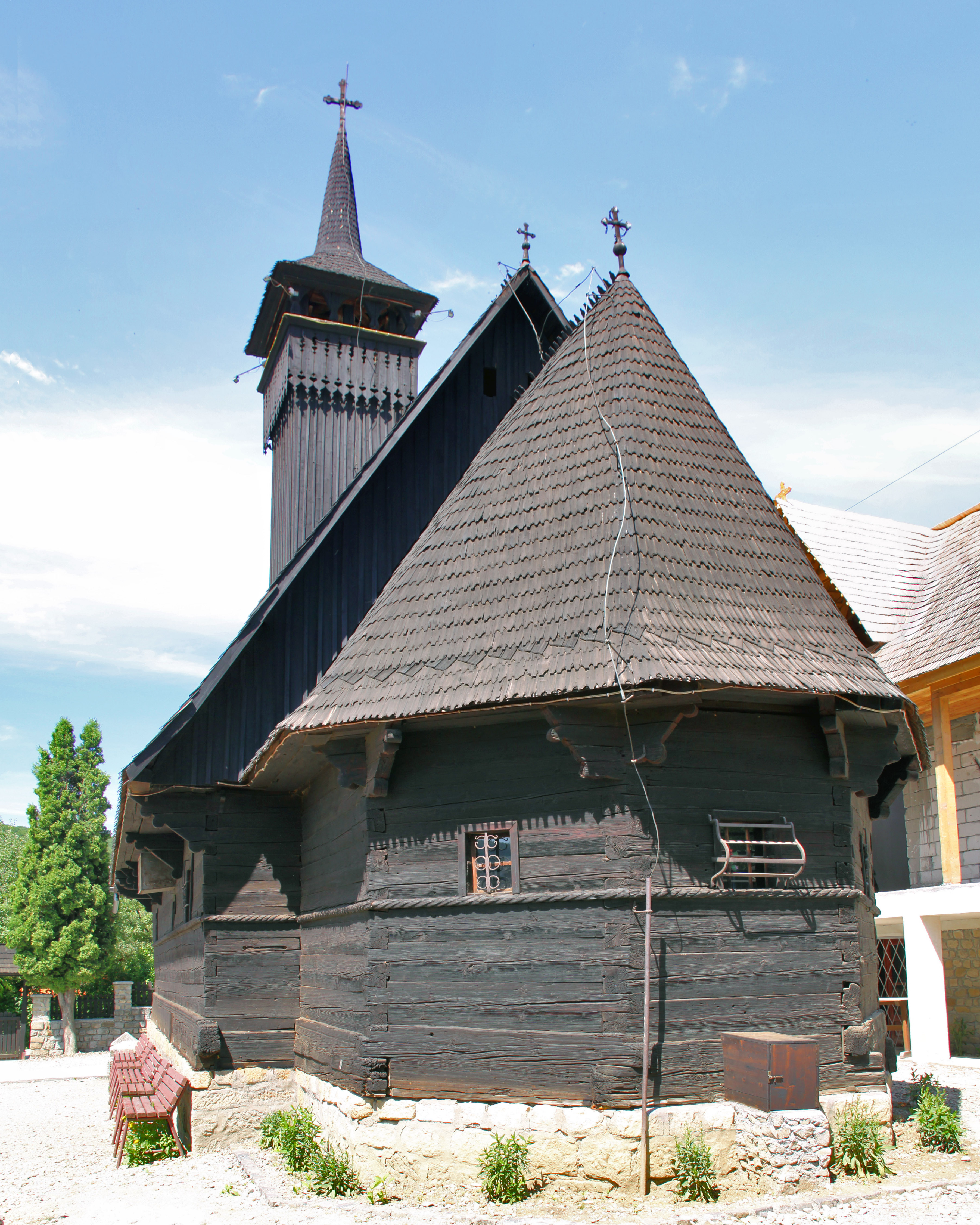
sud-est
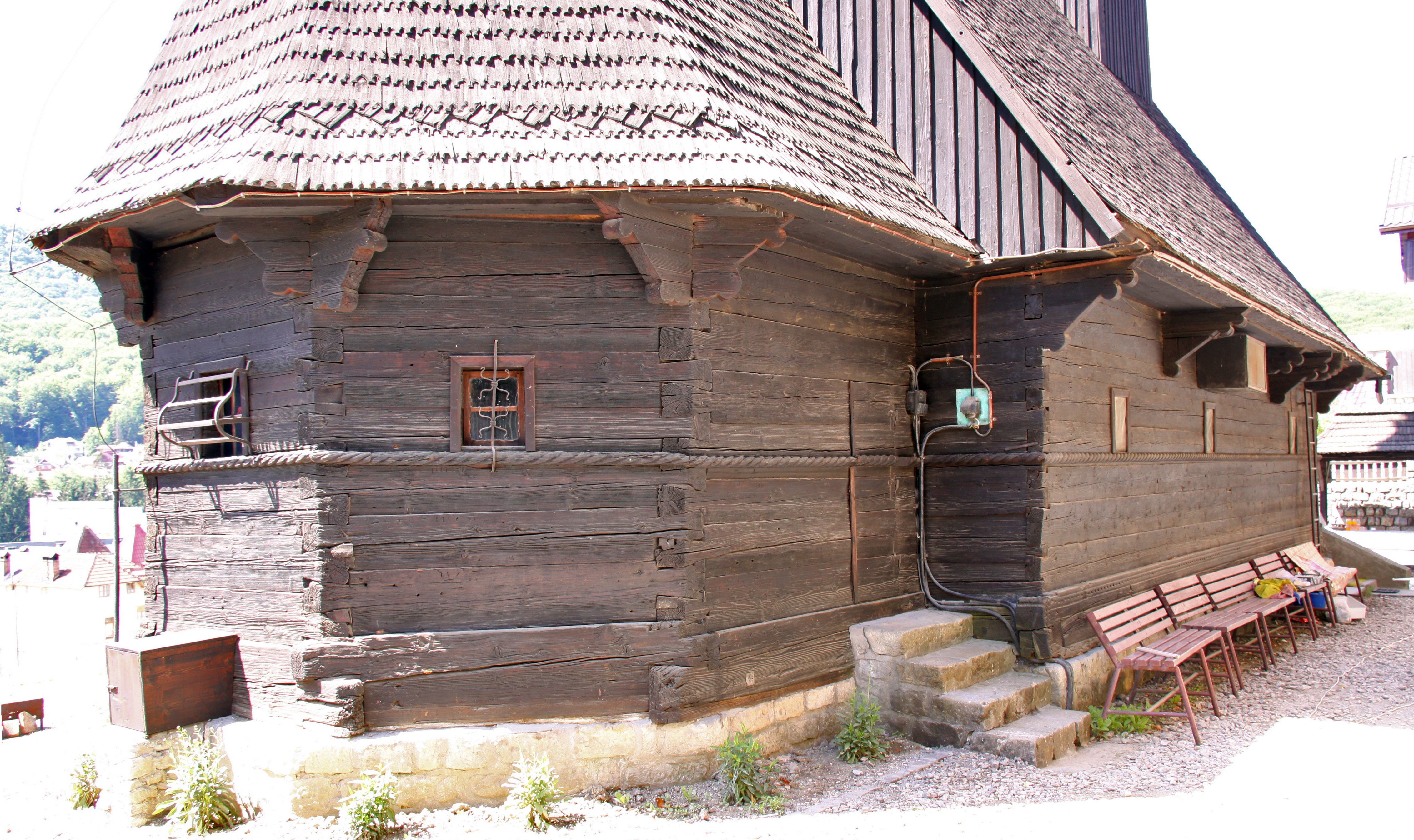
butea, nord-est
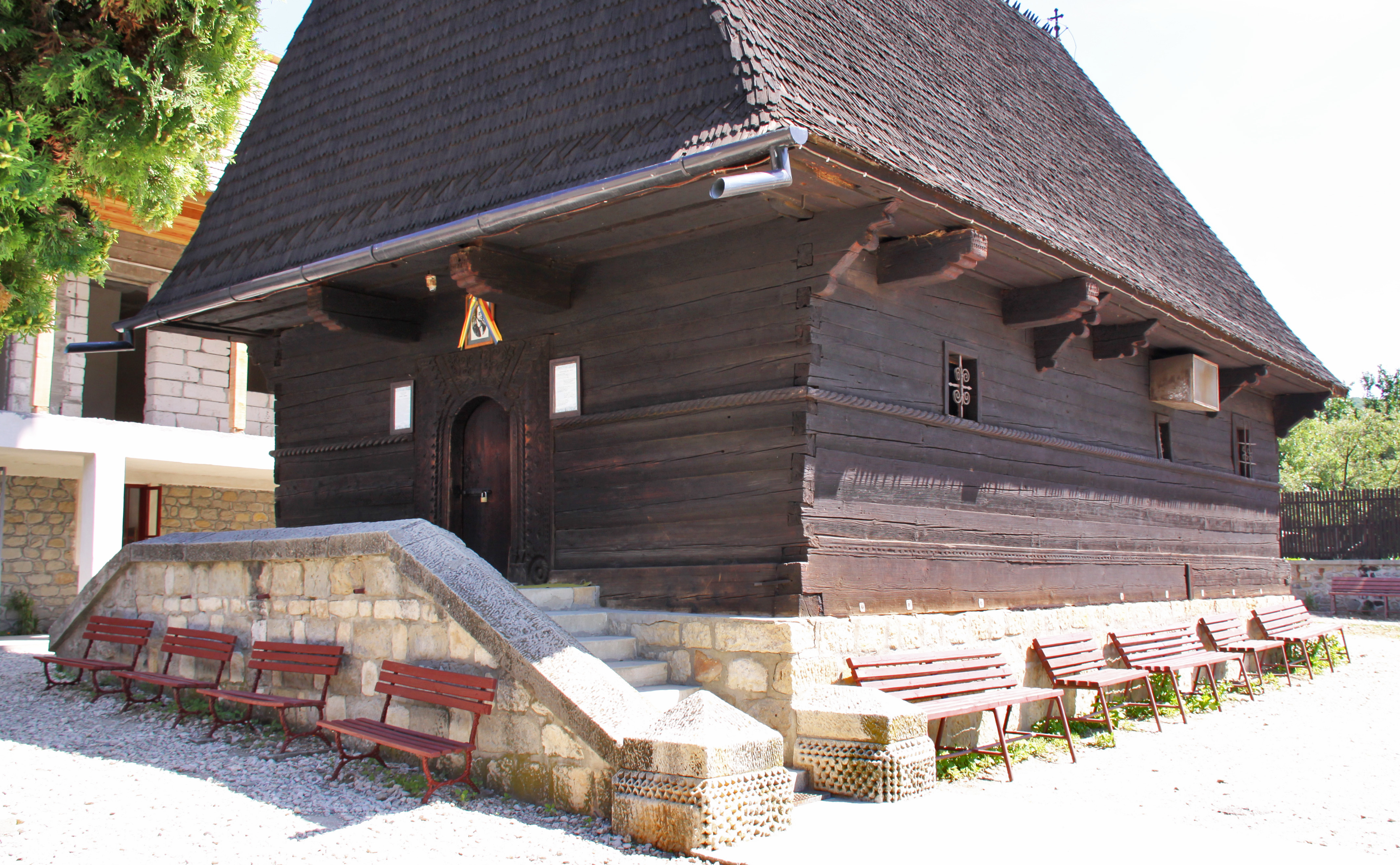
butea, sud-vest
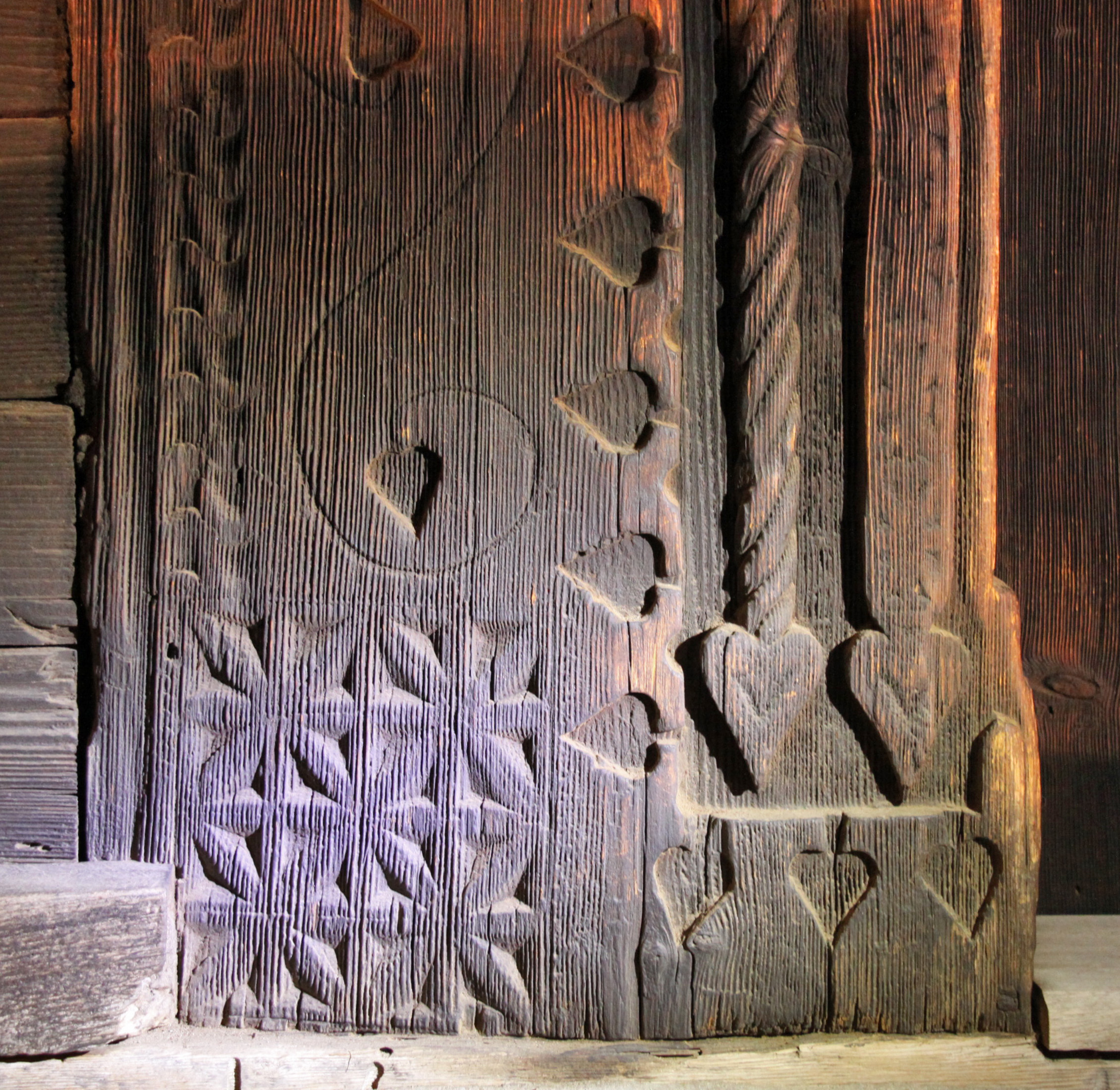
detaliu portal intrare
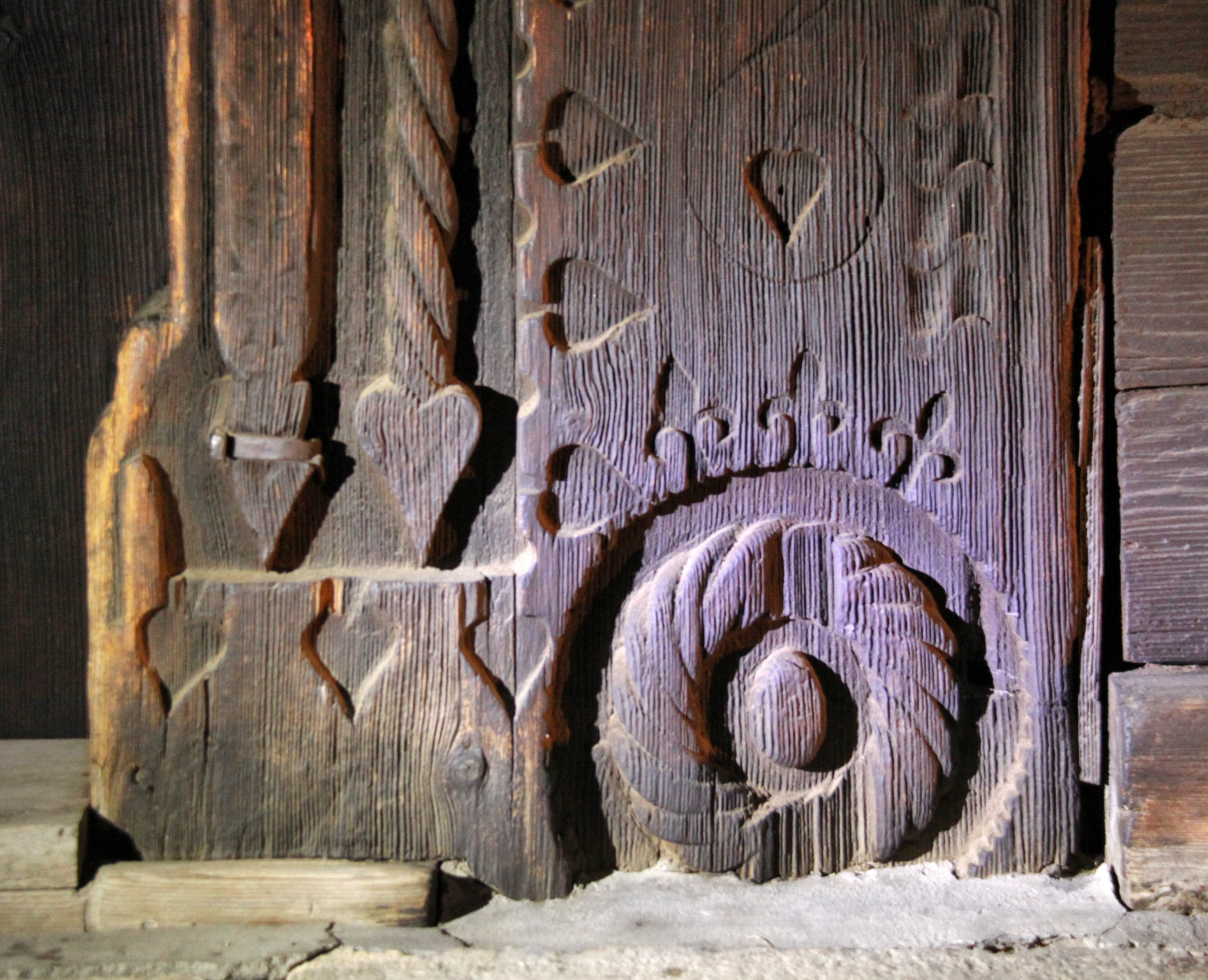
detaliu portal intrare
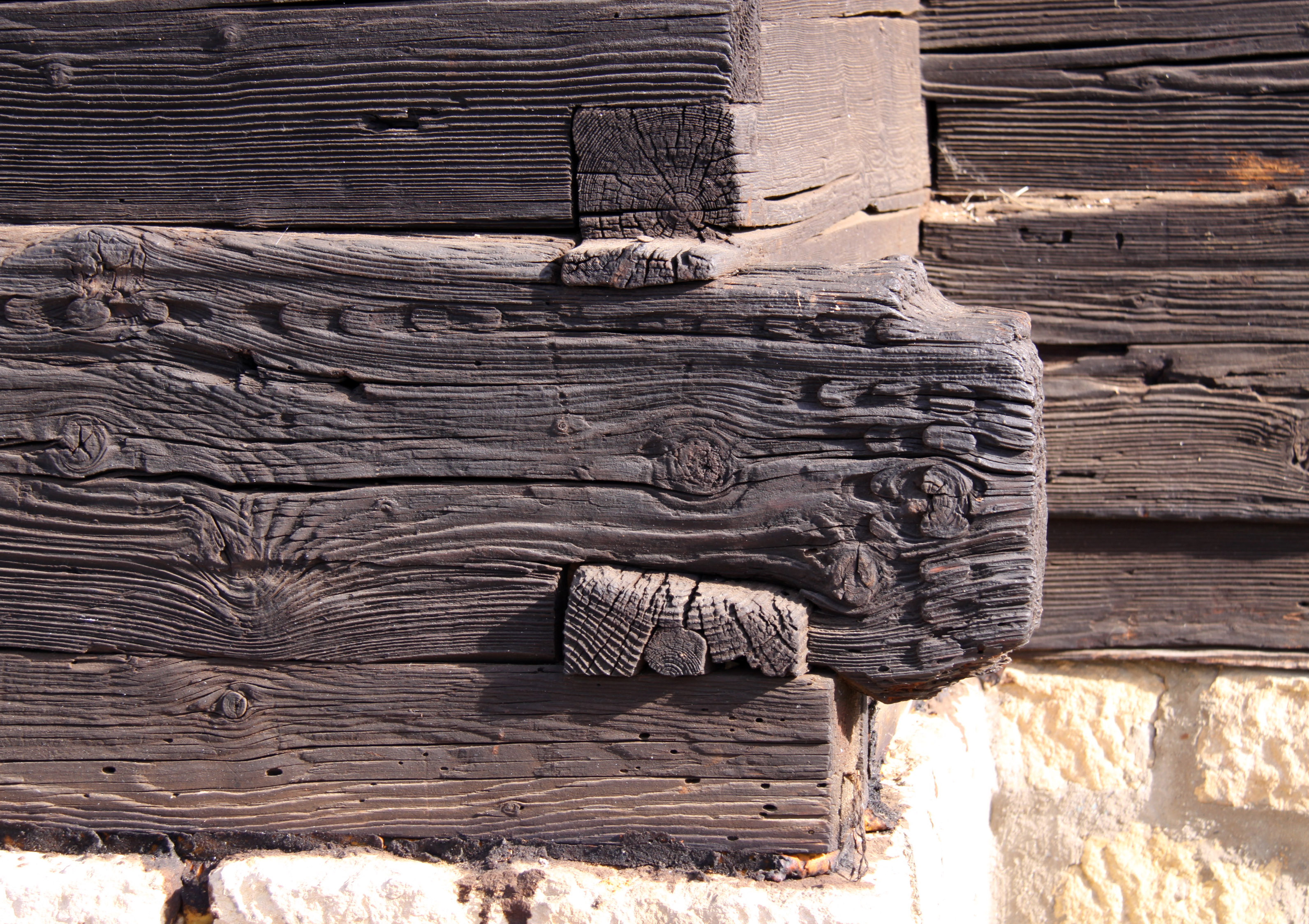
capăt de talpă
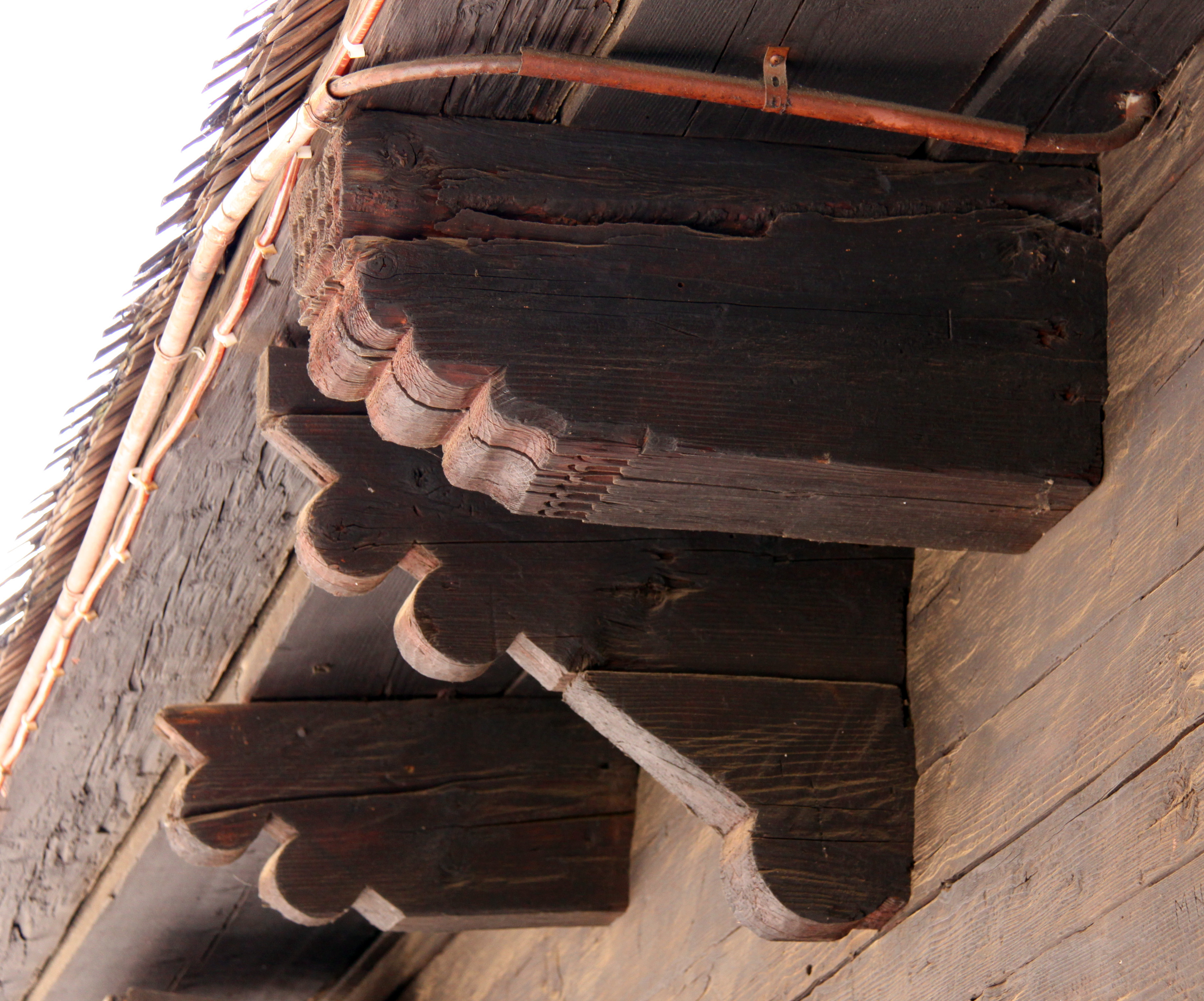
console sub streașină
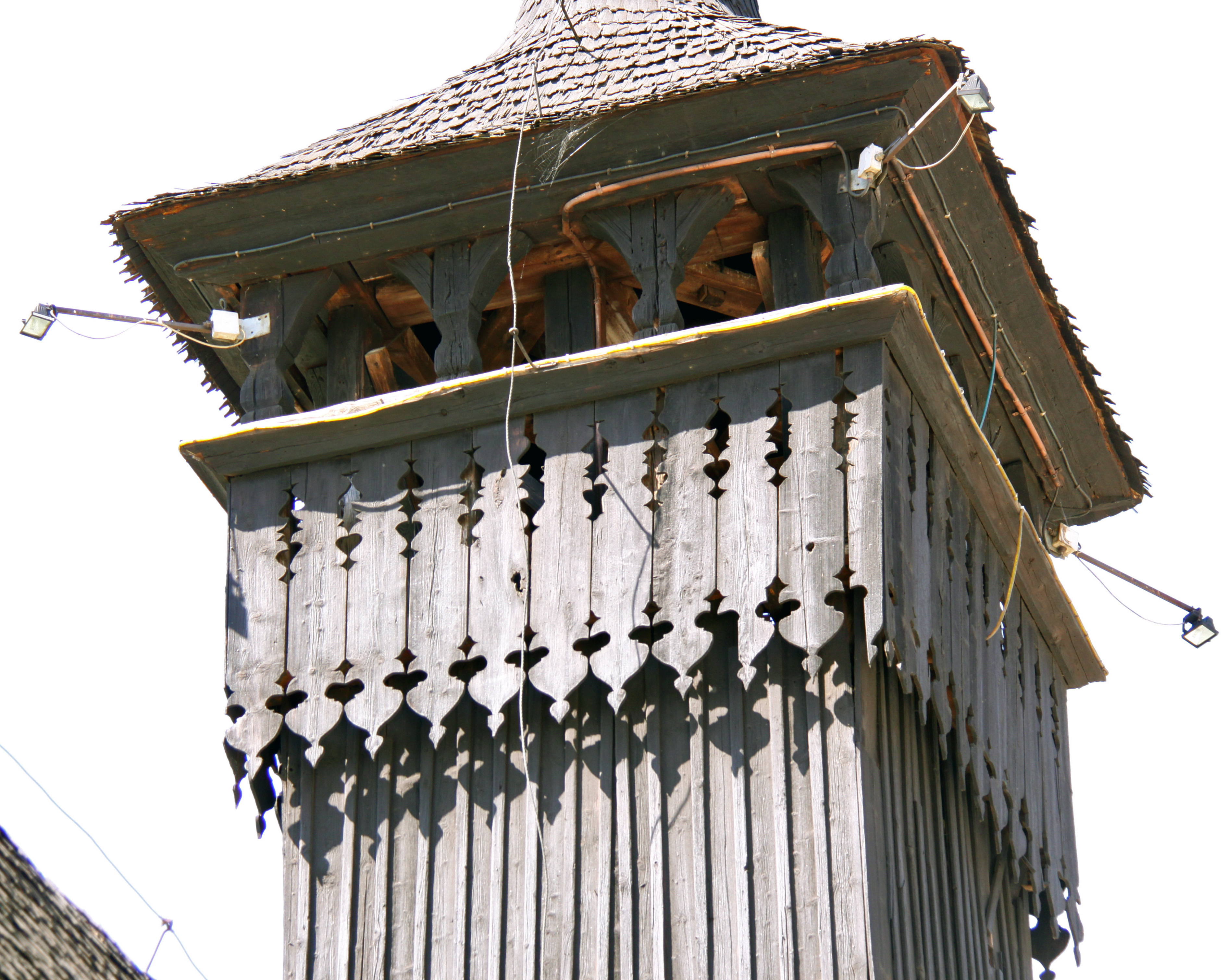
foișorul turnului

## Imagini din interior

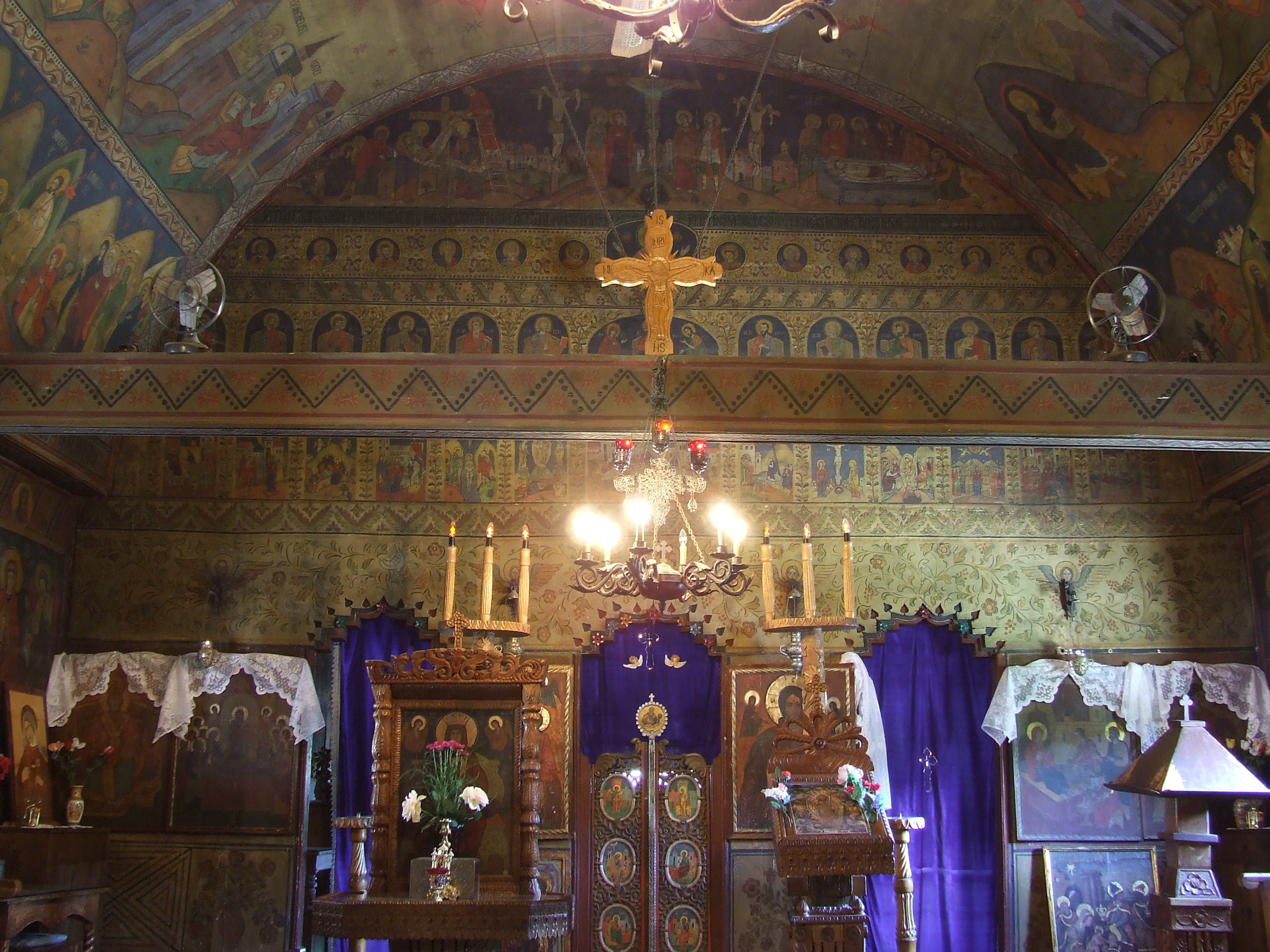
tâmpla
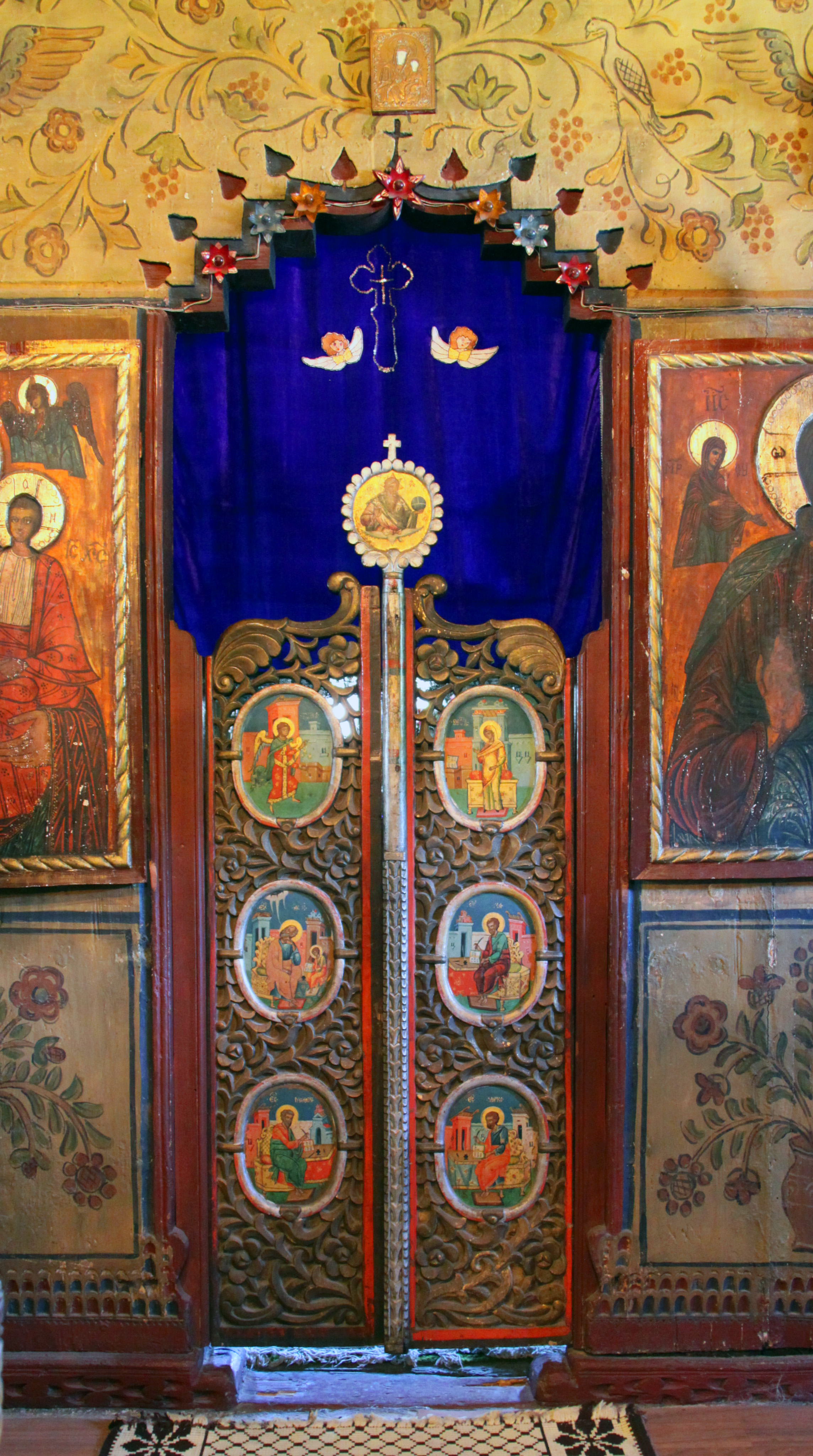
ușile împărătești
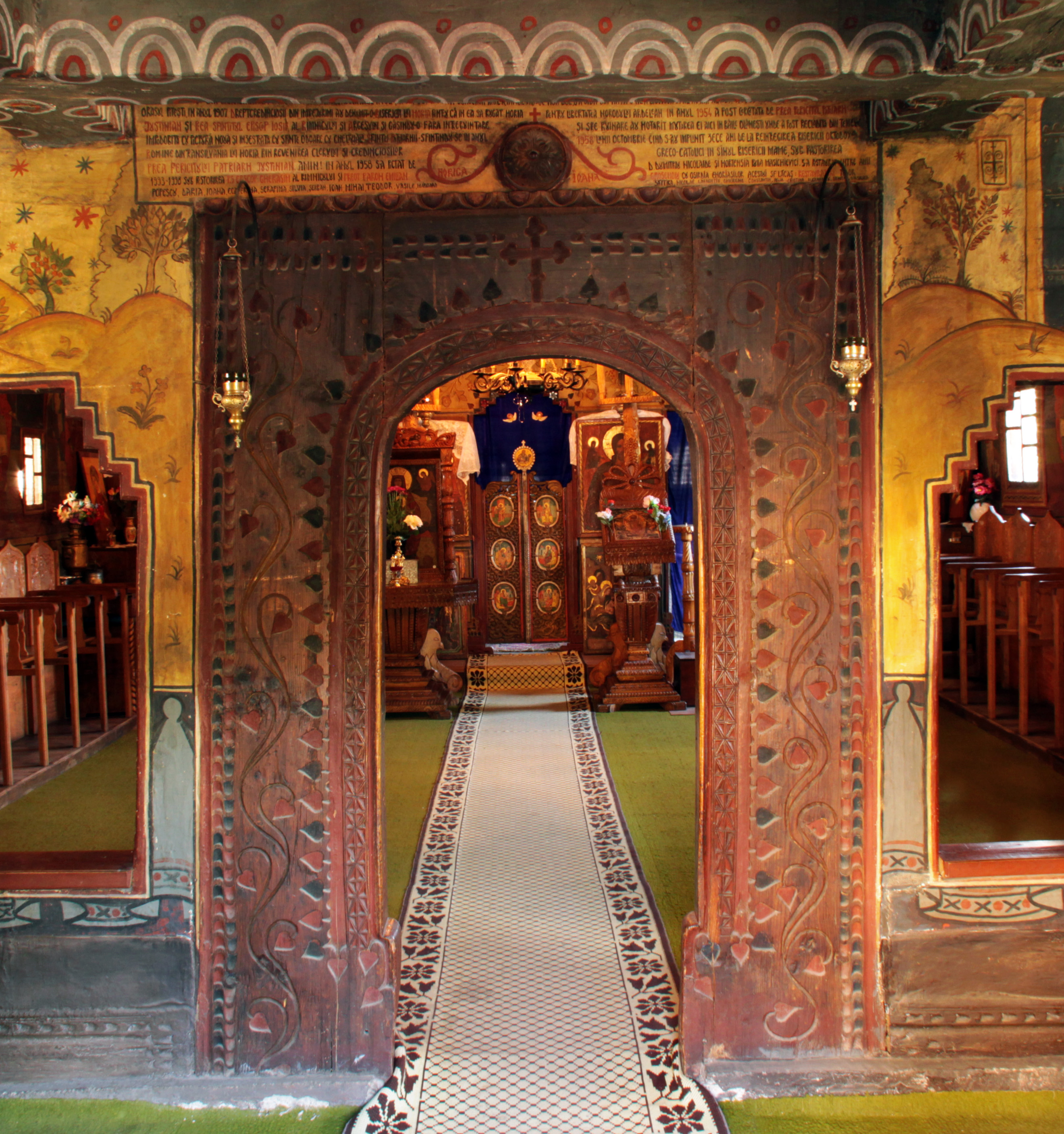
portal interior
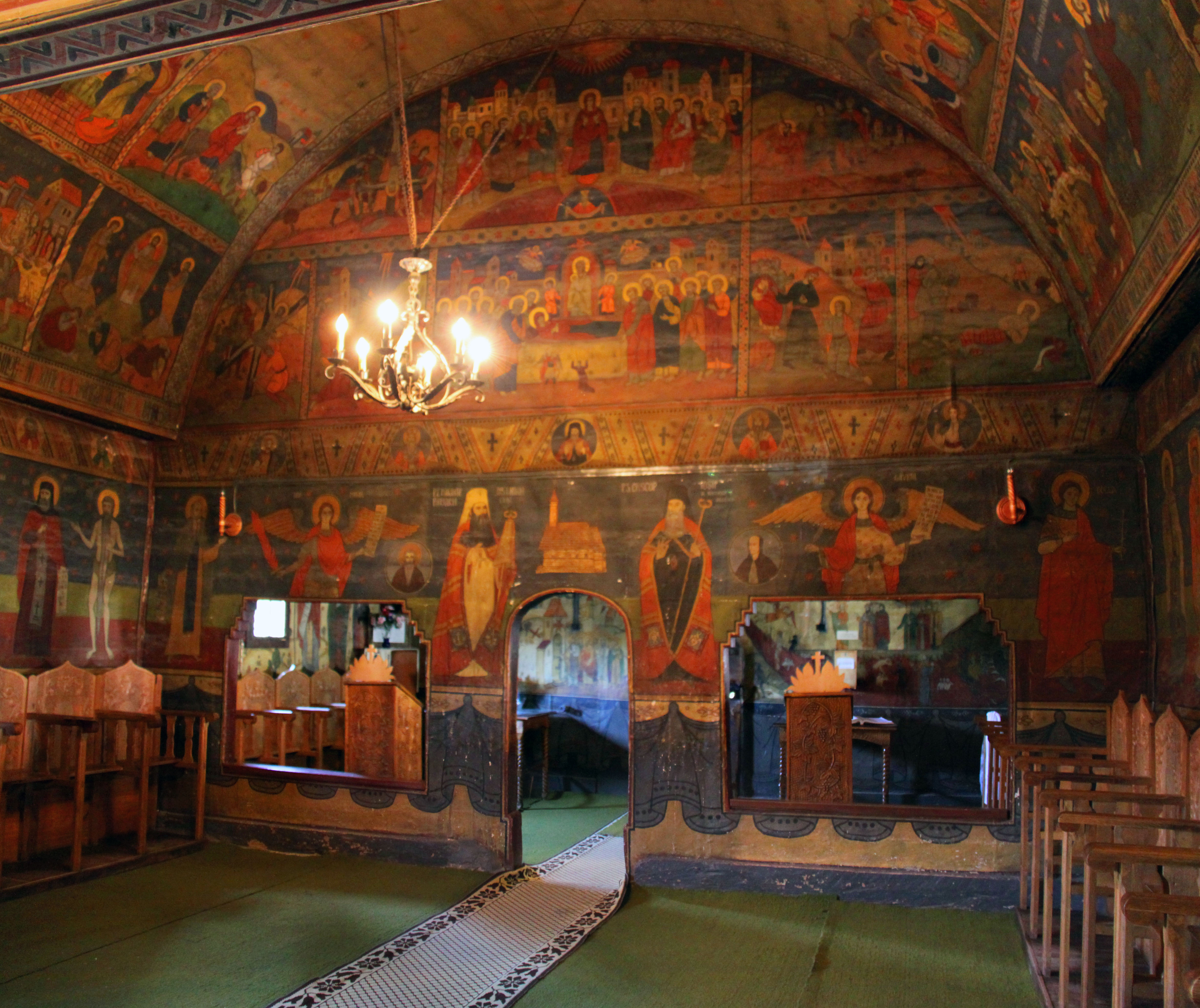
peretele dintre naos și tindă
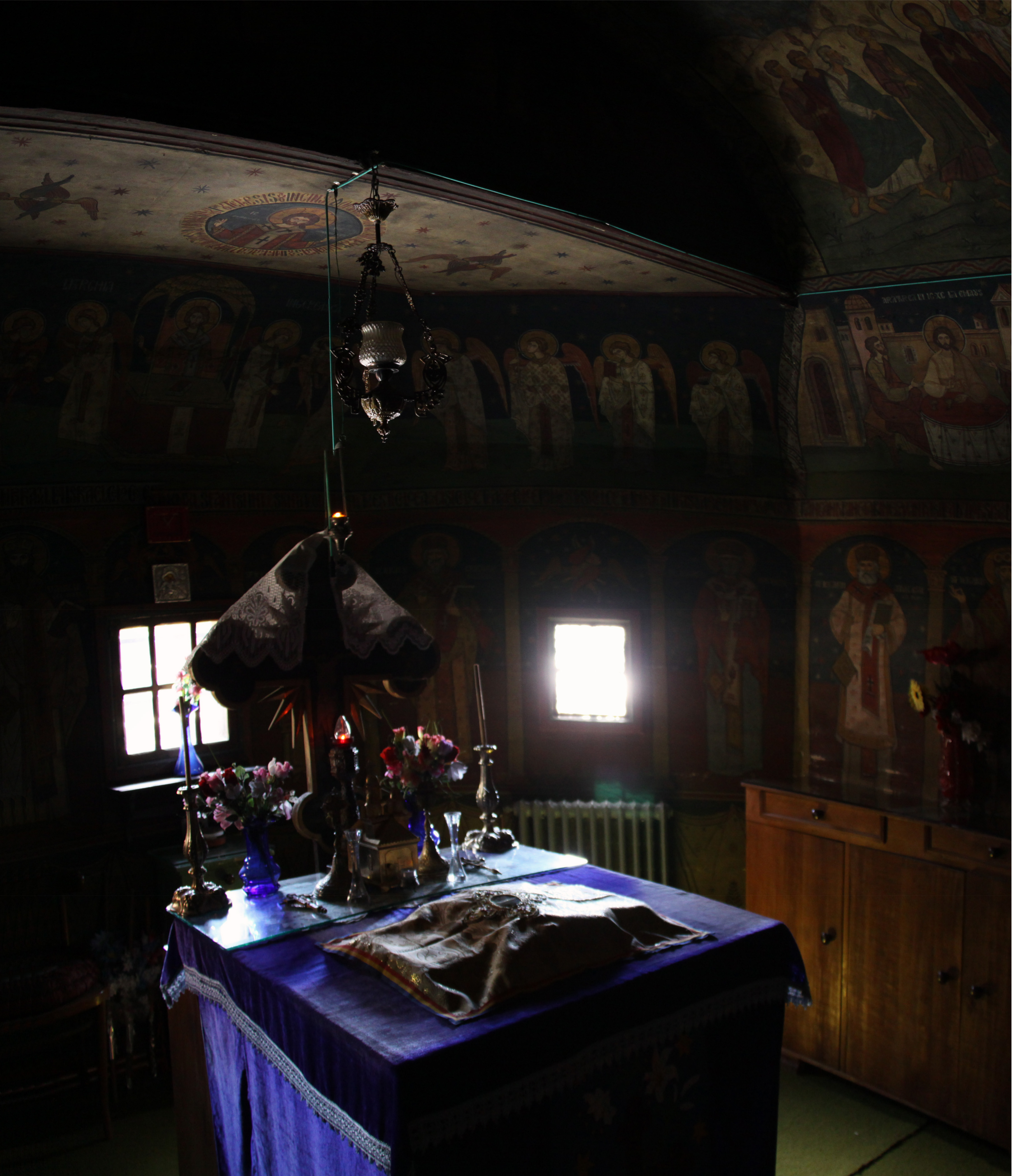
interiorul altarului